# Live in Hibiya -no cut-
『Live in Hibiya -no cut-』（ライブ・イン・ヒビヤ・ノー・カット）は、奥井雅美の3作目のライブ映像作品である。
1999年12月23日にスターチャイルドよりVHS/DVDが発売・販売された。

## 概要
- 内容は1999年9月12日に行われたMasami Okui Concert '99 Her-Dayの東京公演の模様を、MCを含めノーカットで収録したもの。
- ライブ映像作品としては今作よりLDでのリリースが無くなっている。また初めてDVDでリリースされた作品でもある。
- 31トラック以降はDVD版のみ収録となっており、VHS版は実質的に完全収録ではない。
- DVD版はジュエルケースでのリリースとなっている。

## 演奏会場
- 日比谷野外音楽堂 （1999年9月12日）

## 収録内容
1. OPENING
2. M2000 〜PROLOGUE〜
3. HOT SPICE
4. KETSUMATSU
5. Key
6. MC-1
7. 摩訶不思議な七不思議
8. Birth
9. そうだ、ぜったい。
10. Love Sick
11. MC-2
12. それは突然やってくる
13. MC-3
14. 時に愛は [ITARU ver.]
15. ラストシーン
16. MC-4
17. 恋しましょ ねばりましょ
18. 輪舞-revolution
19. MC-5
20. ルルル
21. labyrinth
22. IN THIS ARM
23. Never die
24. 天使の休息
25. -ENCORE-
26. MC-6
27. マリア
28. MC-7
29. そうだ、ぜったい。
30. ENDING
31. MC-8
32. それは突然やってくる

## 参加ミュージシャン
ROYAL STRAIGHTS
- ギター＆バンドマスター：遠藤太郎
- ドラム：佐藤強一
- ベース：住吉中
- チョップベース：佐藤秀樹
- ギター：渡辺格
- キーボード：大平勉
- サックス：藤陵雅裕
- コーラス：遠藤ケロ
- コーラス：竹内千佳
- ダンサー：山城陽子
- ダンサー：稲垣亜矢